# Gerald Mörken
Gerald Mörken (Dortmund, 2 novembre 1959) è un ex nuotatore tedesco.

## Palmarès
- Mondiali

Berlino Ovest 1978: bronzo nei 100 m rana.
Guayaquil 1982: bronzo nella 4 × 100 m misti.
- Europei

Jönköping 1977: oro nei 100 m e 200 m rana e nella 4 × 100 m misti misti.
Spalato 1981: bronzo nei 100 m rana.
Roma 1983: bronzo nei  100 m rana e argento 4 × 100 m misti misti.